# Geoff Dyer
Geoff Dyer (Cheltenham, 5 giugno 1958) è uno scrittore britannico.

## Biografia
Ha studiato al Corpus Christi College di Oxford. Il suo primo libro è un saggio su John Berger, Ways of Telling: The Work of John Berger (1986), mentre il suo primo romanzo è Il colore della memoria (1989), di carattere autobiografico, ambientato negli anni ottanta a Brixton, a sud di Londra. Ha raggiunto la notorietà con Natura morta con custodia di sax. Storie di jazz (But Beautiful) (1991), con il quale ha vinto il Somerset Maugham Award. 
Scrive regolarmente per quotidiani e riviste britanniche, come The Guardian, The Independent, New Statesman ed Esquire. Alcuni dei suoi articoli dalle più diverse parti del mondo sono stati raccolti nel libro di storie di viaggio Yoga per gente che proprio non ne vuole sapere (Yoga For People Who Can't Be Bothered To Do It) (2003). Nel 2005 ha pubblicato una personalissima storia della fotografia, L'infinito istante. Saggio sulla fotografia (The Ongoing Moment) (2005).

## Opere
- Ways of Telling: The Work of John Berger (1986)
- The Colour of Memory (1989, rev. 2012), trad. di Giovanna Granato, Brixton Bop, Instar libri, Torino 1998; Il colore della memoria, Il Saggiatore, Milano 2018
- But Beautiful (1991), trad. di Riccardo Brazzale e Chiara Carraro, Natura morta con custodia di sax. Storie di jazz, Instar libri, Torino 1993; Einaudi, Torino 2013; Il saggiatore, Milano 2019; Feltrinelli, Milano 2022
- The Search (1993), trad. di Riccardo Duranti, In cerca, Instar libri, Torino 1996
- The Missing of the Somme (1994)
- Out of Sheer Rage: In the Shadow of D.H. Lawrence (1997), trad. di Katia Bagnoli, Per pura rabbia. Fare a pugni con DH Lawrence, Il Saggiatore, Milano 2021
- Paris Trance (1998), trad. di Giovanna Granato, Paris Trance, Instar libri, Torino 1999
- Anglo-English Attitudes: Essay, Reviews, Misadventures, 1984-99 (1999)
- (a cura di, con Margaret Sartor), What Was True: The Photographs and Notebooks of William Gedney (2000)
- (a cura di), John Berger, Selected Essays (2001)
- Yoga For People Who Can't Be Bothered To Do It (2003), trad. di Maurizio Bartocci, Yoga per gente che proprio non ne vuole sapere, Mondadori, Milano 2003
- Prefazione a Adam Bartos, Boulevard (2005)
- con Jennifer Gough-Cooper, Apropos Rodin (2006)
- Contributo a Sean Wisley e Matt Weiland (a cura di), The Thinking Fan's Guide to the World Cup, trad. Guida alla coppa del mondo per tifosi dotati di cervello, Mondadori, Milano 2006
- The Ongoing Moment (2005), trad. di Maria Virdis, L'infinito istante. Saggio sulla fotografia, Einaudi, Torino 2007
- Contributo a Chris Knutsen e David Kuhn (a cura di), Committed, trad. di Simona Sollai, Un materasso nuovo. Racconti di uomini alle prese con amore, impegno e matrimonio, Mondadori, Milano 2007
- Jeff in Venice, Death in Varanasi (2009), trad. di Giovanna Granato, Amore a Venezia. Morte a Varanasi, Einaudi, Torino 2009
- Introduzione a Francis Scott Fitzgerald, The Beautiful and Damned (2010)
- Contributo a Siri Engberg (a cura di), From Here to There: Alec Soth's America (2010)
- Introduzione a John Cheever, The Journals (2010)
- Introduzione a D. H. Lawrence, Lady Chatterrley's Lover (2011)
- Prefazione a Stephen Farthing (a cura di), 1001 Paintings You Must See Before You Die (2011), trad. 1001 dipinti. Una guida completa ai capolavori della pittura, Atlante libri, Bologna 2021
- Contributo a Alex Webb, La sofferenza della luce. Trenta anni di fotografia, Contrasto, Roma 2011
- Vivian Maier, Street Photographer (a cura di John Maloof, 2011)
- Otherwise Known as the Human Condition: Selected Essays and Reviews 1989-2010 (2011), trad. di Giovanna Granato, Il sesso nelle camere d'albergo, Einaudi, Torino 2014
- Zona: On Andrei Tarkovsky's «Stalker» (2012), trad. di Katia Bagnoli, Zona. Un libro su un film su un viaggio verso una stanza, Il Saggiatore, Milano 2018
- The Boy Out of Cheltenham, in Will Gompertz  (a cura di), Where You Are: A book of Maps That Will Leave You Completely Lost (2013)
- Postfazione a Steven Hoelscher (a cura di), Reading Magnum: A Visual Archive of the Modern World (2013)
- Introduzione a John Berger, Understanding a Photograph (2013), trad. di Maria Nadotti, Capire una fotografia, Contrasto, Roma 2016
- Working the Room: Essays and Reviews 1999-2010 (2013)
- Another Great Day at Sea: Life Aboard the USS George H.W. Bush (2014, fotografie di Chris Steele-Perkins), trad. di Giovanna Granato, Un'altra formidabile giornata per mare, Einaudi, Torino 2017
- The Contest of the Century: The New Era of Competition with China and How America Can Win (2014)
- Postfazione a Lynn Saville, Dark City: Urban America at Night (2015)
- White Sands: Experiences from the Outside World (2016), trad. di Katia Bagnoli, Sabbie bianche, Il Saggiatore, Milano 2017
- Prefazione a Annie Dillard, The Abundance: Narrative Essays Old & New (2016), trad. di Andrea Asioli, Ogni giorno è un Dio, Bompiani, Milano 2018
- Broadsword Calling Danny Boy: On Where Eagles Dare (2018), trad. di Katia Bagnoli, Fuga. Su «Dove osano le aquile», Il Saggiatore, 2020
- The Street Philosophy of Garry Winogrand (2018)
- Introduzione a D. H. Lawrence, Life with a Capital L: Essays Chosen (2019)
- See/Saw: Looking at Photographs (2021)
- The Last Days of Roger Federer and Other Endings (2022), trad. di Katia Bagnoli, Gli ultimi giorni di Roger Federer e altri finali illustri, Il Saggiatore, 2023